# Капенські ворота
Капенська брама (лат. Porta Capena) — колишня міська брама Стародавнього Риму поблизу Целія, була частиною Сервіївого муру.

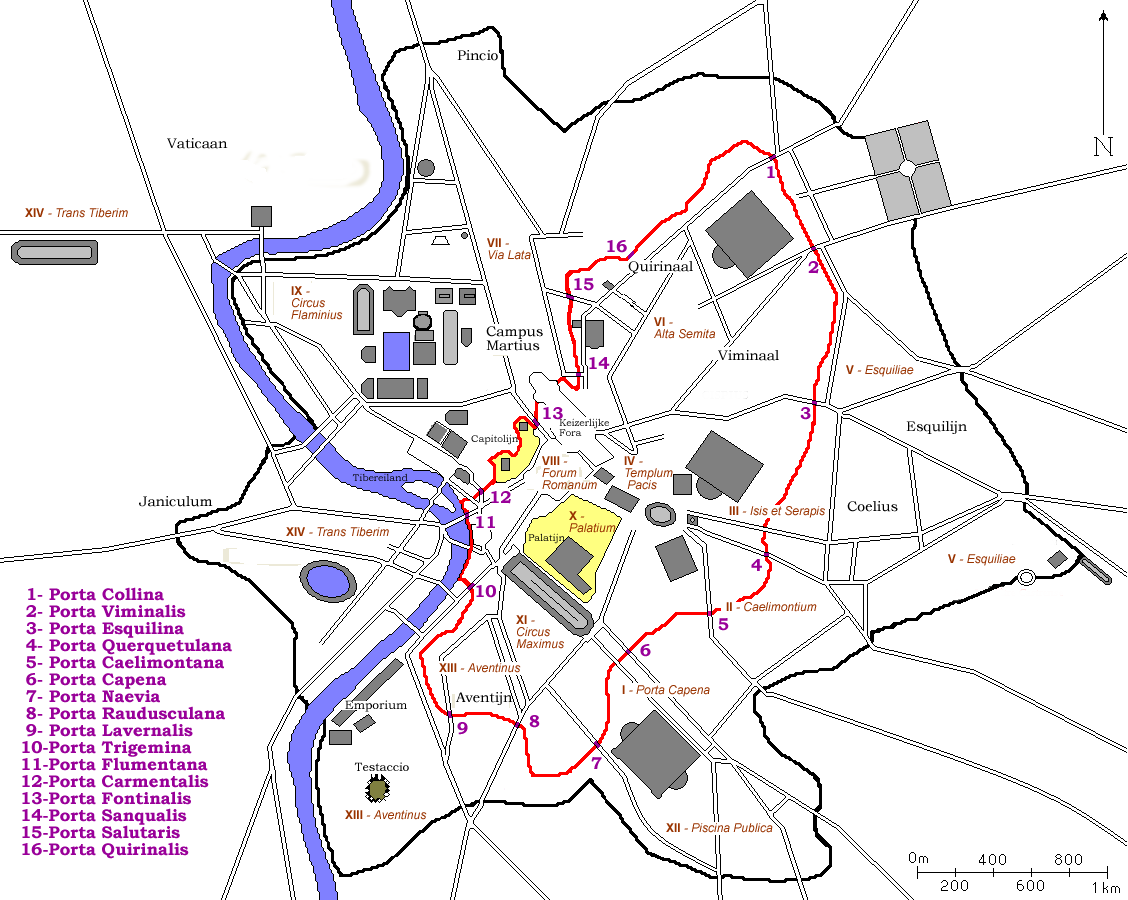
Сервіїв мур на мапі Риму (позначений червоною лінією)

Від Капенської брами починалася Аппієва дорога та віа Латіна. Назва брами походить, можливо, від міста Капуа, до якого вела Аппієва дорога, або від етруського слова Capena. Імператор Доміціан відреставрував Капенські ворота у кінці I століття, водночас ворота втратили своє значення міських воріт у місті яке розрослося.
У 1867–1868 роках руїни брами та частина Сервієвої стіни були розкопані, однак у наші дні їх більше не видно.